# Le Journal d'un remplaçant
Le Journal d'un remplaçant est un album de bande dessinée de Martin Vidberg sorti en 2007, dans lequel il raconte, de manière autobiographique, la vie quotidienne d'un jeune instituteur remplaçant. L'intégralité des dessins est en noir et blanc.

## Sujet
L'auteur raconte dans cet album, de manière autobiographique, la vie quotidienne d'un jeune instituteur remplaçant dans une école pour enfants en grande difficulté tout au long d'une année scolaire.

## Analyse
Le but de cet ouvrage est à la fois de démystifier le métier d'instituteur, et en même temps de dénoncer les absurdités du système, tout en montrant le côté attachant d'enfants dits « à problèmes ».

## Pré-publication
Le Journal d'un remplaçant a été pré-publié sur le Web. Pour son édition papier, Martin Vidberg a complété les planches et a laissé les 60 premières en ligne.